# Glyphochloa forficulata
Glyphochloa forficulata là một loài thực vật có hoa trong họ Hòa thảo. Loài này được (C.E.C.Fisch.) Clayton mô tả khoa học đầu tiên năm 1981.